# Seleção Neerlandesa Masculina de Hóquei em Patins
A Seleção Neerlandesa de Hóquei em Patins é a equipa que representa Países Baixos, através da Nederlandse Roller Sports en Bandy Bond, nas diversas competições internacionais, com especial destaques para o Campeonato Mundial e o Campeonato Europeu.
O ponto alto da Seleção Neerlandesa foi alcançar a final do Mundial de 1991, onde perdeu para Portugal.

## Palmarés

### Campeonato do Mundo A
- 2.º Lugar: 1991

### Campeonato do Mundo B
- 2.º Lugar: 1986, 1996, 2000, 2006 e 2008
- 3.º Lugar: 2010 e 2014

### Taça Challenger
- Campeão: 2019

### Campeonato Europeu
- 3.º Lugar: 1963, 1967, 1969 e 1981

## Histórico de Participações

### Campeonato do Mundo

#### Mundial A/Taça do Mundo
| Ano/Anfitrião | Ano/Anfitrião       | Resultado       | CI.             | J               | V               | E               | D               | GM              | GS              |
| ------------- | ------------------- | --------------- | --------------- | --------------- | --------------- | --------------- | --------------- | --------------- | --------------- |
| 1936          | Estugarda           | Não Participou  | Não Participou  | Não Participou  | Não Participou  | Não Participou  | Não Participou  | Não Participou  | Não Participou  |
| 1939          | Montreux            | Não Participou  | Não Participou  | Não Participou  | Não Participou  | Não Participou  | Não Participou  | Não Participou  | Não Participou  |
| 1947          | Lisboa              | Não Participou  | Não Participou  | Não Participou  | Não Participou  | Não Participou  | Não Participou  | Não Participou  | Não Participou  |
| 1948          | Montreux            | Nono Lugar      | 9.º             | 8               | 0               | 0               | 8               | 0               | 100             |
| 1949          | Lisboa              | Oitavo Lugar    | 8.º             | 7               | 0               | 0               | 7               | 5               | 54              |
| 1950          | Milão               | Nono Lugar      | 9.º             | 9               | 1               | 0               | 8               | 13              | 36              |
| 1951          | Barcelona           | Nono Lugar      | 9.º             | 10              | 2               | 0               | 8               | 23              | 49              |
| 1952          | Porto               | Quinto Lugar    | 5.º             | 9               | 4               | 1               | 4               | 27              | 27              |
| 1953          | Genebra             | Oitavo Lugar    | 8.º             | 7               | 3               | 1               | 3               | 23              | 22              |
| 1954          | Barcelona           | Décimo Lugar    | 10.º            | 14              | 6               | 1               | 7               | 52              | 52              |
| 1955          | Milão               | Nono Lugar      | 9.º             | 7               | 4               | 1               | 2               | 30              | 20              |
| 1956          | Porto               | Sétimo Lugar    | 7.º             | 10              | 3               | 2               | 5               | 11              | 20              |
| 1958          | Porto               | Quarto Lugar    | 4.º             | 9               | 6               | 0               | 3               | 34              | 37              |
| 1960          | Madrid              | Quinto Lugar    | 5.º             | 9               | 4               | 1               | 4               | 30              | 35              |
| 1962          | Santiago            | Sétimo Lugar    | 7.º             | 9               | 2               | 2               | 5               | 21              | 30              |
| 1964          | Barcelona           | Quarto Lugar    | 4.º             | 9               | 5               | 1               | 3               | 30              | 14              |
| 1966          | São Paulo           | Oitavo Lugar    | 8.º             | 9               | 3               | 0               | 6               | 31              | 37              |
| 1968          | Porto               | Quinto Lugar    | 5.º             | 9               | 4               | 2               | 3               | 33              | 28              |
| 1970          | San Juan            | Nono Lugar      | 9.º             | 10              | 3               | 0               | 7               | 41              | 66              |
| 1972          | Corunha             | Sexto Lugar     | 6.º             | 11              | 7               | 0               | 4               | 57              | 39              |
| 1974          | Lisboa              | Oitavo Lugar    | 8.º             | 11              | 4               | 0               | 7               | 39              | 40              |
| 1976          | Oviedo              | Nono Lugar      | 9.º             | 11              | 3               | 2               | 6               | 30              | 37              |
| 1978          | San Juan            | Não Participou  | Não Participou  | Não Participou  | Não Participou  | Não Participou  | Não Participou  | Não Participou  | Não Participou  |
| 1980          | Talcahuano          | Sexto Lugar     | 6.º             | 10              | 5               | 0               | 5               | 75              | 30              |
| 1982          | Barcelos            | Nono Lugar      | 9.º             | 16              | 8               | 2               | 6               | 86              | 36              |
| 1984          | Novara              | Oitavo Lugar    | 8.º             | 9               | 1               | 2               | 6               | 15              | 27              |
| 1986          | Sertãozinho         | Não Participou  | Não Participou  | Não Participou  | Não Participou  | Não Participou  | Não Participou  | Não Participou  | Não Participou  |
| 1988          | Corunha             | Sexto Lugar     | 6.º             | 9               | 3               | 1               | 5               | 24              | 42              |
| 1989          | San Juan            | Sexto Lugar     | 6.º             | 8               | 3               | 0               | 5               | 30              | 53              |
| 1991          | Porto/Braga         | Vice-Campeão    | 2.º             | 8               | 3               | 2               | 3               | 20              | 28              |
| 1993          | Bassano/Sesto       | Nono Lugar      | 9.º             | 8               | 2               | 3               | 3               | 25              | 32              |
| 1995          | Recife              | Décimo Lugar    | 10.º            | 8               | 2               | 1               | 5               | 17              | 46              |
| 1997          | Wuppertal           | Décimo Primeiro | 11.º            | 8               | 1               | 0               | 7               | 15              | 54              |
| 1999          | Reus                | Não Participou  | Não Participou  | Não Participou  | Não Participou  | Não Participou  | Não Participou  | Não Participou  | Não Participou  |
| 2001          | San Juan            | Décimo Terceiro | 13.º            | 6               | 1               | 0               | 5               | 11              | 29              |
| 2003          | Oliveira de Azeméis | Décimo Primeiro | 11.º            | 6               | 2               | 0               | 4               | 8               | 36              |
| 2005          | San José            | Décimo Quarto   | 14.º            | 6               | 1               | 1               | 4               | 11              | 31              |
| 2007          | Montreux            | Décimo Quinto   | 15.º            | 6               | 1               | 0               | 5               | 13              | 33              |
| 2009          | Vigo                | Décimo Quarto   | 14.º            | 6               | 1               | 0               | 5               | 10              | 27              |
| 2011          | San Juan            | Décimo Quarto   | 14.º            | 6               | 1               | 0               | 5               | 8               | 38              |
| 2013          | Luanda              | Não Participou  | Não Participou  | Não Participou  | Não Participou  | Não Participou  | Não Participou  | Não Participou  | Não Participou  |
| 2015          | La Roche-sur-Yon    | Décimo Quarto   | 14.º            | 6               | 1               | 0               | 5               | 18              | 40              |
| 2017          | Nanjing             | Taça FIRS       | Taça FIRS       | Taça FIRS       | Taça FIRS       | Taça FIRS       | Taça FIRS       | Taça FIRS       | Taça FIRS       |
| 2019          | Barcelona           | Taça Challenger | Taça Challenger | Taça Challenger | Taça Challenger | Taça Challenger | Taça Challenger | Taça Challenger | Taça Challenger |

#### Mundial B
| Ano/Anfitrião | Ano/Anfitrião    | Resultado      | CI.            | J              | V              | E              | D              | GM             | GS             |
| ------------- | ---------------- | -------------- | -------------- | -------------- | -------------- | -------------- | -------------- | -------------- | -------------- |
| 1984          | Paris            | Não Participou | Não Participou | Não Participou | Não Participou | Não Participou | Não Participou | Não Participou | Não Participou |
| 1986          | Cidade do México | Vice-Campeão   | 2.º            | 8              | 6              | 2              | 0              | 83             | 12             |
| 1988          | Bogotá           | Não Participou | Não Participou | Não Participou | Não Participou | Não Participou | Não Participou | Não Participou | Não Participou |
| 1990          | Macau            | Não Participou | Não Participou | Não Participou | Não Participou | Não Participou | Não Participou | Não Participou | Não Participou |
| 1992          | Andorra          | Não Participou | Não Participou | Não Participou | Não Participou | Não Participou | Não Participou | Não Participou | Não Participou |
| 1994          | Santiago         | Não Participou | Não Participou | Não Participou | Não Participou | Não Participou | Não Participou | Não Participou | Não Participou |
| 1996          | Veracruz         | Vice-Campeão   | 2.º            | 7              | 6              | 0              | 1              | 35             | 14             |
| 1998          | Macau            | Não Participou | Não Participou | Não Participou | Não Participou | Não Participou | Não Participou | Não Participou | Não Participou |
| 2000          | Chatham          | Vice-Campeão   | 2.º            | 6              | 4              | 1              | 1              | 17             | 8              |
| 2002          | Montevidéu       | Não Participou | Não Participou | Não Participou | Não Participou | Não Participou | Não Participou | Não Participou | Não Participou |
| 2004          | Macau            | Não Participou | Não Participou | Não Participou | Não Participou | Não Participou | Não Participou | Não Participou | Não Participou |
| 2006          | Montevidéu       | Vice-Campeão   | 2.º            | 6              | 4              | 1              | 1              | 35             | 12             |
| 2008          | Vanderbijlpark   | Vice-Campeão   | 2.º            | 6              | 4              | 0              | 2              | 21             | 21             |
| 2010          | Dornbirn         | Terceiro Lugar | 3.º            | 8              | 6              | 0              | 2              | 60             | 21             |
| 2012          | Canelones        | Quinto Lugar   | 5.º            | 8              | 6              | 0              | 2              | 37             | 26             |
| 2014          | Canelones        | Terceiro Lugar | 3.º            | 5              | 1              | 1              | 3              | 17             | 19             |

#### Taça FIRS/Intercontinental
| Ano/Anfitrião | Ano/Anfitrião | Resultado       | CI.             | J               | V               | E               | D               | GM              | GS              |
| ------------- | ------------- | --------------- | --------------- | --------------- | --------------- | --------------- | --------------- | --------------- | --------------- |
| 2017          | Nanjing       | Terceiro Lugar  | 3.º             | 6               | 4               | 0               | 2               | 29              | 36              |
| 2019          | Barcelona     | Taça Challenger | Taça Challenger | Taça Challenger | Taça Challenger | Taça Challenger | Taça Challenger | Taça Challenger | Taça Challenger |

#### Taça das Confederações/Taça Challenger
| Ano/Anfitrião | Ano/Anfitrião | Resultado | CI.       | J         | V         | E         | D         | GM        | GS        |
| ------------- | ------------- | --------- | --------- | --------- | --------- | --------- | --------- | --------- | --------- |
| 2017          | Nanjing       | Taça FIRS | Taça FIRS | Taça FIRS | Taça FIRS | Taça FIRS | Taça FIRS | Taça FIRS | Taça FIRS |
| 2019          | Barcelona     | Campeão   | 1.º       | 5         | 5         | 0         | 0         | 89        | 15        |

### Campeonato Europeu
| Ano/Anfitrião | Ano/Anfitrião       | Resultado      | CI.            | J              | V              | E              | D              | GM             | GS             |
| ------------- | ------------------- | -------------- | -------------- | -------------- | -------------- | -------------- | -------------- | -------------- | -------------- |
| 1926          | Herne Bay           | Não Participou | Não Participou | Não Participou | Não Participou | Não Participou | Não Participou | Não Participou | Não Participou |
| 1927          | Montreux            | Não Participou | Não Participou | Não Participou | Não Participou | Não Participou | Não Participou | Não Participou | Não Participou |
| 1928          | Herne Bay           | Não Participou | Não Participou | Não Participou | Não Participou | Não Participou | Não Participou | Não Participou | Não Participou |
| 1929          | Montreux            | Não Participou | Não Participou | Não Participou | Não Participou | Não Participou | Não Participou | Não Participou | Não Participou |
| 1930          | Herne Bay           | Não Participou | Não Participou | Não Participou | Não Participou | Não Participou | Não Participou | Não Participou | Não Participou |
| 1931          | Montreux            | Não Participou | Não Participou | Não Participou | Não Participou | Não Participou | Não Participou | Não Participou | Não Participou |
| 1932          | Herne Bay           | Não Participou | Não Participou | Não Participou | Não Participou | Não Participou | Não Participou | Não Participou | Não Participou |
| 1934          | Herne Bay           | Não Participou | Não Participou | Não Participou | Não Participou | Não Participou | Não Participou | Não Participou | Não Participou |
| 1936          | Estugarda           | Não Participou | Não Participou | Não Participou | Não Participou | Não Participou | Não Participou | Não Participou | Não Participou |
| 1937          | Herne Bay           | Não Participou | Não Participou | Não Participou | Não Participou | Não Participou | Não Participou | Não Participou | Não Participou |
| 1938          | Antuérpia           | Não Participou | Não Participou | Não Participou | Não Participou | Não Participou | Não Participou | Não Participou | Não Participou |
| 1939          | Montreux            | Não Participou | Não Participou | Não Participou | Não Participou | Não Participou | Não Participou | Não Participou | Não Participou |
| 1947          | Lisboa              | Não Participou | Não Participou | Não Participou | Não Participou | Não Participou | Não Participou | Não Participou | Não Participou |
| 1948          | Montreux            | Nono Lugar     | 9.º            | 8              | 0              | 0              | 8              | 0              | 100            |
| 1949          | Lisboa              | Oitavo Lugar   | 8.º            | 7              | 0              | 0              | 7              | 5              | 54             |
| 1950          | Milão               | Nono Lugar     | 9.º            | 9              | 1              | 0              | 8              | 13             | 36             |
| 1951          | Barcelona           | Nono Lugar     | 9.º            | 10             | 2              | 0              | 8              | 23             | 49             |
| 1952          | Porto               | Quinto Lugar   | 5.º            | 9              | 4              | 1              | 4              | 27             | 27             |
| 1953          | Genebra             | Oitavo Lugar   | 8.º            | 7              | 3              | 1              | 3              | 23             | 22             |
| 1954          | Barcelona           | Décimo Lugar   | 10.º           | 14             | 6              | 1              | 7              | 52             | 52             |
| 1955          | Milão               | Nono Lugar     | 9.º            | 7              | 4              | 1              | 2              | 30             | 20             |
| 1956          | Porto               | Sétimo Lugar   | 7.º            | 10             | 3              | 2              | 5              | 11             | 20             |
| 1957          | Barcelona           | Não Participou | Não Participou | Não Participou | Não Participou | Não Participou | Não Participou | Não Participou | Não Participou |
| 1959          | Genebra             | Sexto Lugar    | 6.º            | 5              | 2              | 0              | 3              | 12             | 20             |
| 1961          | Turim               | Quarto Lugar   | 4.º            | 9              | 5              | 0              | 4              | 36             | 15             |
| 1963          | Porto               | Terceiro Lugar | 3.º            | 8              | 5              | 0              | 3              | 17             | 16             |
| 1965          | Lisboa              | Quarto Lugar   | 4.º            | 8              | 5              | 0              | 3              | 37             | 25             |
| 1967          | Bilbau              | Terceiro Lugar | 3.º            | 8              | 6              | 0              | 2              | 39             | 21             |
| 1969          | Lausana             | Terceiro Lugar | 3.º            | 8              | 5              | 0              | 3              | 19             | 17             |
| 1971          | Lisboa              | Quinto Lugar   | 5.º            | 8              | 4              | 1              | 3              | 35             | 35             |
| 1973          | Iserlohn            | Quinto Lugar   | 5.º            | 8              | 3              | 0              | 5              | 25             | 29             |
| 1975          | Viareggio           | Quinto Lugar   | 5.º            | 7              | 2              | 0              | 5              | 21             | 29             |
| 1977          | Porto               | Sexto Lugar    | 6.º            | 8              | 2              | 3              | 3              | 22             | 28             |
| 1979          | Barcelona           | Quarto Lugar   | 4.º            | 8              | 5              | 0              | 3              | 26             | 22             |
| 1981          | Essen               | Terceiro Lugar | 3.º            | 8              | 5              | 1              | 2              | 27             | 17             |
| 1983          | Vercelli            | Quarto Lugar   | 4.º            | 7              | 3              | 1              | 3              | 17             | 21             |
| 1985          | Barcelos            | Quarto Lugar   | 4.º            | 8              | 5              | 1              | 2              | 24             | 18             |
| 1987          | Oviedo              | Quinto Lugar   | 5.º            | 8              | 3              | 0              | 5              | 27             | 54             |
| 1990          | Lodi                | Quarto Lugar   | 4.º            | 8              | 5              | 0              | 3              | 49             | 37             |
| 1992          | Wuppertal           | Sétimo Lugar   | 7.º            | 9              | 3              | 2              | 4              | 25             | 55             |
| 1994          | Funchal             | Quinto Lugar   | 5.º            | 6              | 5              | 0              | 1              | 42             | 16             |
| 1996          | Salsomaggiore       | Não Participou | Não Participou | Não Participou | Não Participou | Não Participou | Não Participou | Não Participou | Não Participou |
| 1998          | Paços de Ferreira   | Sétimo Lugar   | 7.º            | 6              | 2              | 0              | 4              | 7              | 49             |
| 2000          | Wimmis              | Sétimo Lugar   | 7.º            | 5              | 1              | 1              | 3              | 10             | 30             |
| 2002          | Florença            | Oitavo Lugar   | 8.º            | 8              | 2              | 1              | 5              | 18             | 46             |
| 2004          | La Roche-sur-Yon    | Oitavo Lugar   | 8.º            | 8              | 0              | 0              | 8              | 11             | 32             |
| 2006          | Monza               | Não Participou | Não Participou | Não Participou | Não Participou | Não Participou | Não Participou | Não Participou | Não Participou |
| 2008          | Oviedo              | Oitavo Lugar   | 8.º            | 6              | 0              | 0              | 6              | 4              | 46             |
| 2010          | Wuppertal           | Não Participou | Não Participou | Não Participou | Não Participou | Não Participou | Não Participou | Não Participou | Não Participou |
| 2012          | Paredes             | Não Participou | Não Participou | Não Participou | Não Participou | Não Participou | Não Participou | Não Participou | Não Participou |
| 2014          | Alcobendas          | Não Participou | Não Participou | Não Participou | Não Participou | Não Participou | Não Participou | Não Participou | Não Participou |
| 2016          | Oliveira de Azeméis | Não Participou | Não Participou | Não Participou | Não Participou | Não Participou | Não Participou | Não Participou | Não Participou |
| 2018          | Corunha             | Décimo Lugar   | 10.º           | 7              | 2              | 0              | 5              | 40             | 53             |